# Petrus Olai (kyrkoherde i Nås)
Petrus Olai, född i Sala socken, död 1619 i Nås socken, var en svensk präst och riksdagsman.

## Biografi
Petrus Olai var enligt uppgift från byn Hessie i Sala socken. Han blev kyrkoherde i Nås 1563. Han var fullmäktig för Västerås stift vid riksdagen 1590 och riksdagen 1594. 1593 var han en av undertecknarna till beslutet från Uppsala möte.
Petrus hustru uppges av Muncktell ha hetat Catharina och ha varit dotter till Jöns Ericsson i Aspeboda. Andra källor gör gällande att hon var dotter till en Hans Eriksson, vilket i så fall skulle ha inneburit att hon var ättling till ätten Svinhufvud och släkten Westfal som i många generationer var borgmästare i Stockholm. Detta är dock endast betraktat som indicier.
Barnen kallade sig Nassenius.